# کایکو
کایکو (به پرتغالی: Caicó) یک شهرستان در برزیل است که در ریو گرانده شمالی واقع شده‌است.